# 科拉山战役
1870年3月1日，巴拉圭东北部的科拉山战役（西班牙語：Combate de Cerro Corá）在同名山谷的群山环抱中打响。这是巴拉圭战争的最后一场战斗。

## 背景
1870年2月，一支由本托·马丁斯·德·梅内塞斯上校指挥的盟军纵队得知洛佩斯在塞罗·科拉附近，并于2月18日将消息转达给若泽·安东尼奥·科雷亚·达·卡马拉将军。贝纳迪诺·卡瓦列罗将军带着40人在一次觅食远征中，3月1日19时，弗朗西斯科·安东尼奥·马丁斯（Francisco Antônio Martins）中校指挥的盟军先锋队沿阿基达班河袭击了巴拉圭人的营地。:105–107
总统弗朗西斯科·索拉诺·洛佩斯的私人卫队由他的情妇伊丽莎·林奇带领的一群妇女组成。这群人由士兵的妻子、女儿和其他支持洛佩斯的人组成，这些人被称为“Las Residentas”。

## 战斗

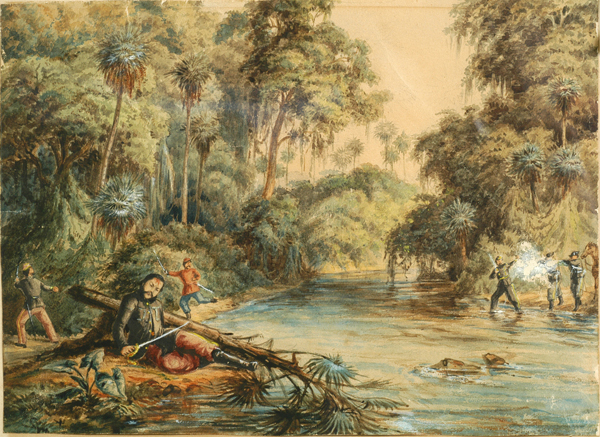
洛佩斯之死

副总统多明戈·弗朗西斯科·桑切斯和国务卿路易斯·卡米诺斯在试图逃跑时被杀。洛佩斯被六名骑兵包围，但是拒绝投降，并且用左轮手枪向骑兵們射击，下士何塞·弗朗西斯科·拉塞尔达将长矛刺向洛佩斯的腹部，造成致命伤害。在弗朗西斯科·阿圭略（Francisco Argüello）上校的帮助下，他避开了巴西人，来到了阿基达万尼吉河（Aquidabán Niguí），但由于受伤，他无法爬上陡峭的河岸。当他独自一人被巴西人发现时，他拒绝再次投降，被苏亚雷斯从背后开枪击中。:107

## 战后
在巴西军队杀死洛佩斯之后，他们向平民冲去，想要抓住他们。洛佩斯的情妇伊丽莎·林奇和她的大儿子胡安·弗朗西斯科在一起。弗朗西斯科在战争期间已被提升为上校，当时15岁。巴西军官叫他投降，他回答“巴拉圭上校永不投降”（Un coronel ayo nunca se rinde），然后就被枪杀了。于是伊丽莎·林奇跳起来，盖住她儿子的身体，大声说：“这就是你所承诺的文明吗？”(¿Ésta es la civilización que han prometido?)（指的是三国同盟声称他们打算将巴拉圭从暴君手中解放出来，并将自由和文明带给这个国家）。然后她徒手埋葬了洛佩斯和她的儿子，之后被囚禁。

## 文化方面的影响
《科拉山》是巴拉圭1978年的一部电影，故事发生在巴拉圭战争的最后几天。